# Hieracium albiflorum
Hieracium albiflorum ist eine Art aus der Familie der Korbblütler (Asteraceae). Sie ist in Nordamerika heimisch.

## Beschreibung

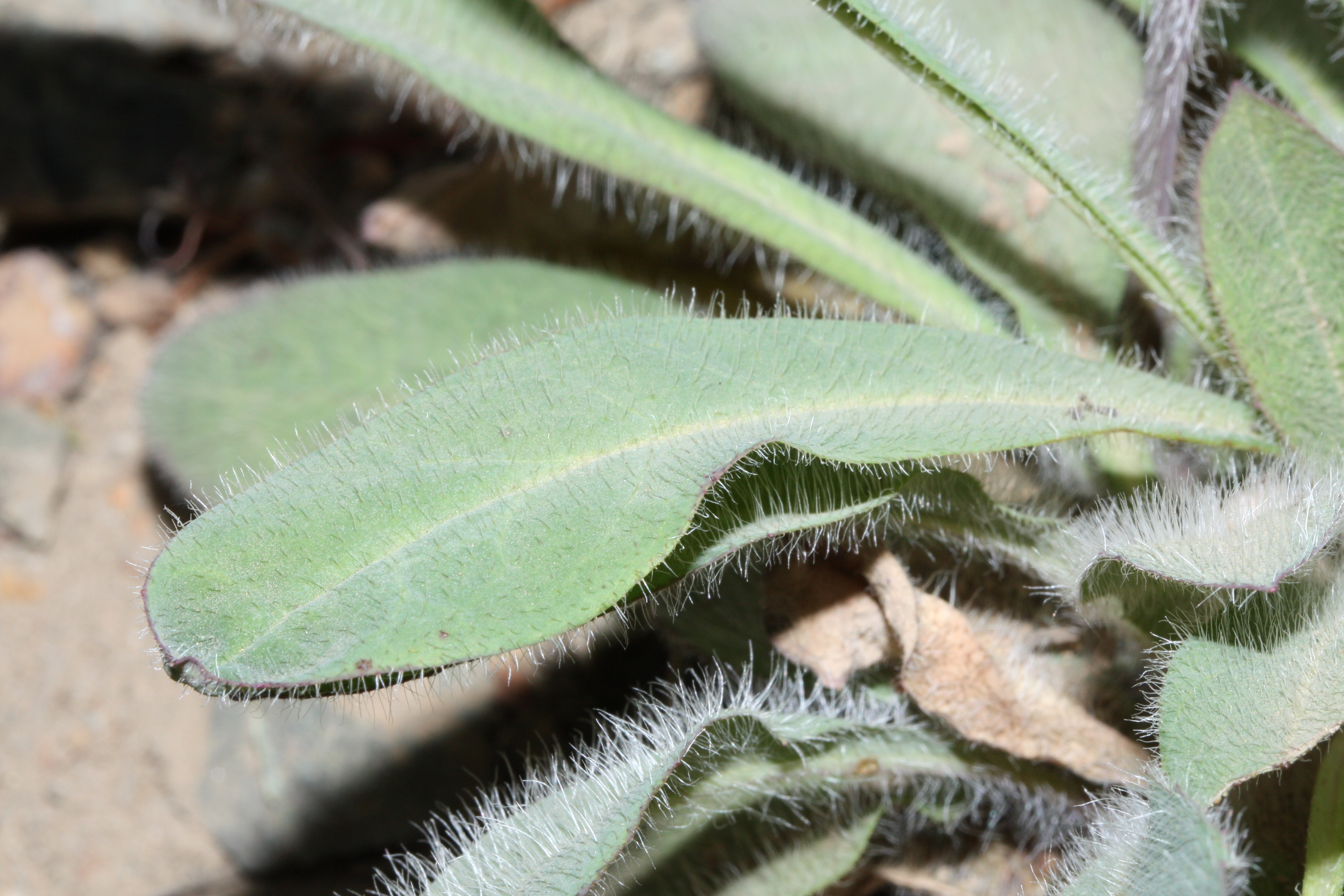
Blätter von Hieracium albiflorum

Hieracium albiflorum ist eine krautige Pflanze die Wuchshöhen von 15 bis 90 Zentimetern erreicht. Die aufrechten Stängel sind meist fein und rau mit 1 bis 6 Millimeter langen Haaren besetzt, seltener auch kahl. Die Stängelbasis ist kahl.
An der Stängelbasis befinden sich drei bis acht, gelegentlich auch mehr oder auch keine grundständigen Laubblätter, während vom Stängel ein bis zwölf Laubblätter abzweigen. Die Blattspreite ist bei einer Länge von 4 bis 30 Zentimeter sowie einer Breite von 1,2 bis 6 Zentimeter verkehrt-lanzettlich geformt. Die Spreitenbasis ist keilförmig während die Spreitenspitze stumpf bis spitz zuläuft und die Spreitenränder meist ganzrandig, gelegentlich aber auch gezähnt sind. Sowohl die Ober- als auch die Unterseite der Blätter sind mit 1 bis 6 Millimeter langen, feinen rauen Haare besetzt, können aber auch kahl sein.
Die Blütezeit erstreckt sich von Mai bis September. Die Gesamtblütenstände bestehen aus drei bis fünfzig schirmrispen- oder ripsenartig angeordneten, körbchenförmigen Teilblütenständen. Der Blütenstandsschaft ist meist unbehaart, gelegentlich aber auch mit drüsigen Haaren besetzt. Das mehr oder weniger glockenförmige Involucrum enthält 8 bis 18 an der Unterseite behaarte Hüllblätter, die 7 bis 11 Millimeter lang werden. Die Blütenkörbchen enthalten 6 bis 25 gelbe Zungenblüten, welche 9 bis 10 Millimeter lang werden. Die Achänen sind bei einer Länge von 2,5 bis 4 Millimetern säulenförmig. Sie haben einen Pappus, welcher sich aus 30 bis 40 strohfarbenen Borstenhaaren zusammensetzt.
Die Chromosomenzahl beträgt 2n = 18.

## Vorkommen
Das natürliche Verbreitungsgebiet von Hieracium albiflorum liegt in Nordamerika. Es erstreckt sich von Alaska über Kanada und den zentralen und westlichen Teil der Vereinigten Staaten bis in den Nordwesten Mexikos.
Hieracium albiflorum gedeiht in Höhenlagen von 10 bis 2900 Metern. Die Art wächst im Chaparral auf Weideflächen und Hängen, entlang von Flüssen und an Mineralquellen, in Kiefernwäldern sowie an Vulkanhängen.

## Systematik
Die Erstbeschreibung als Hieracium albiflorum erfolgte 1833 durch William Jackson Hooker in Flora Boreali-Americana, Band 1, Nummer 6, Seite 298. Synonyme für Hieracium albiflorum Hook. sind unter anderem Chlorocrepis albiflora (Hook.) W.A. Weber und Pilosella albiflora (Hook.) F.W. Schultz & Sch. Bip.